# 穆勒公众游泳馆

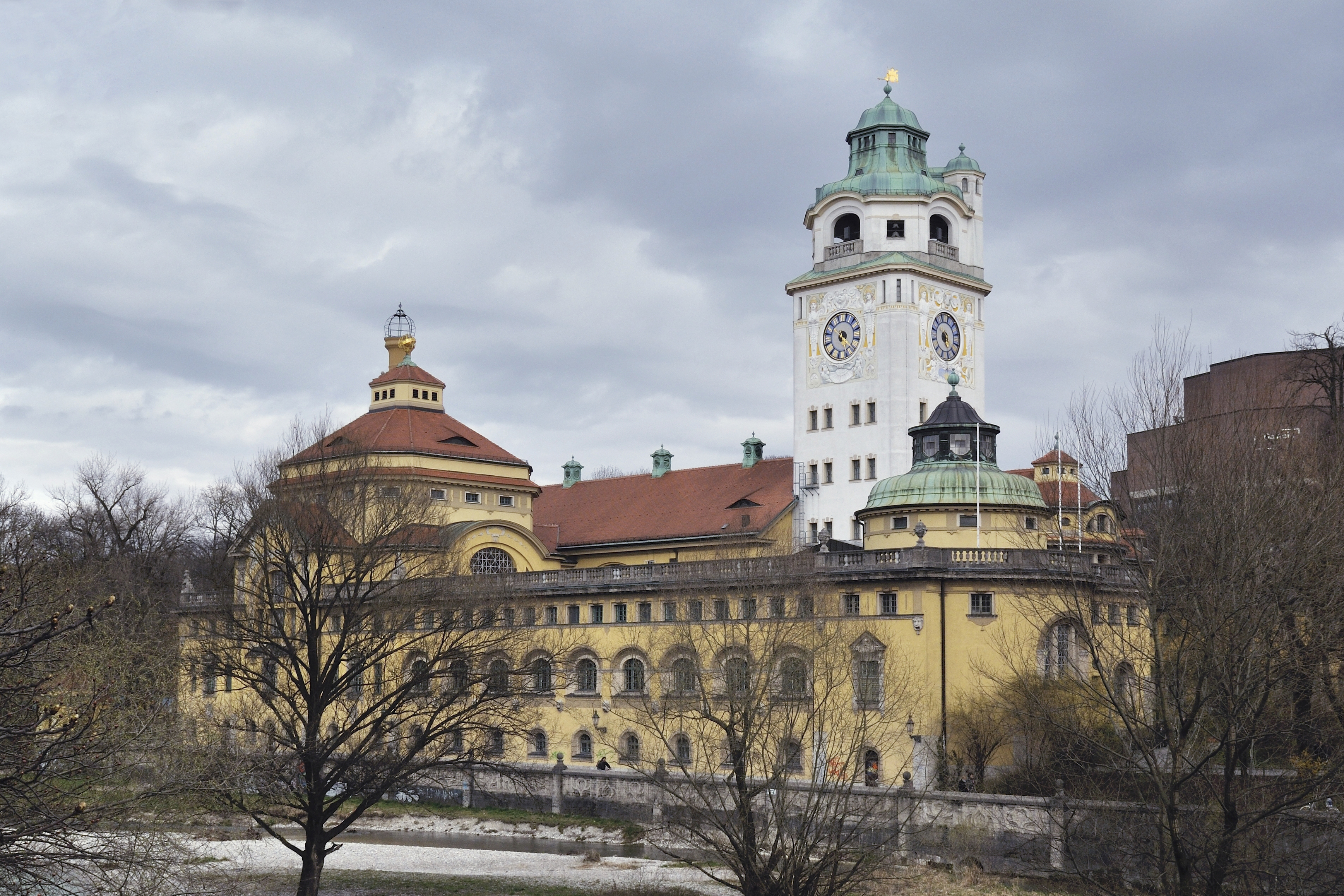
穆勒大众游泳馆

穆勒大众游泳馆（德语：Müllersches Volksbad）是德国慕尼黑的一座新艺术风格的游泳馆，由工程师Karl Müller出资为慕尼黑市民建造，1901年完工。

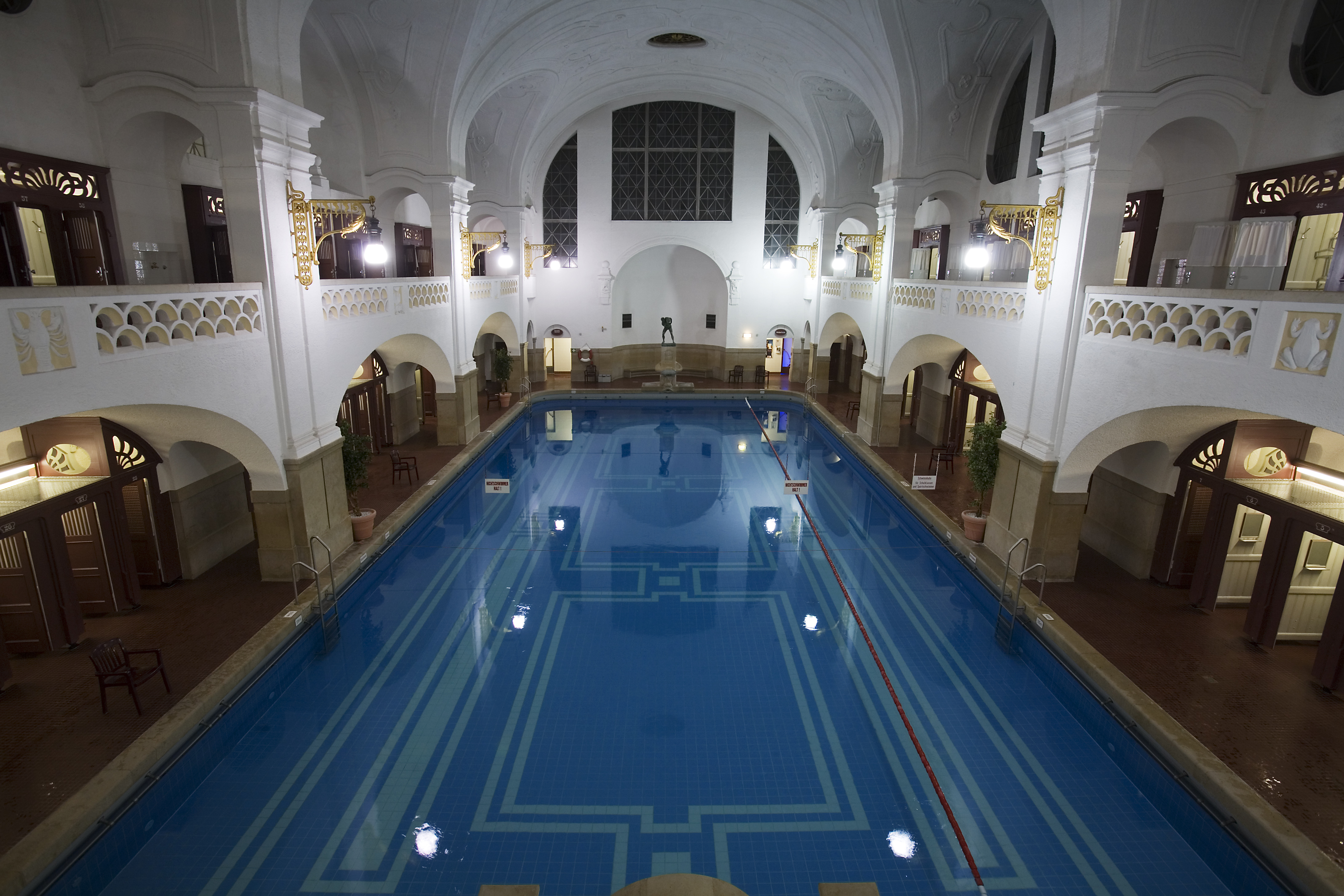
大游泳池（男宾）
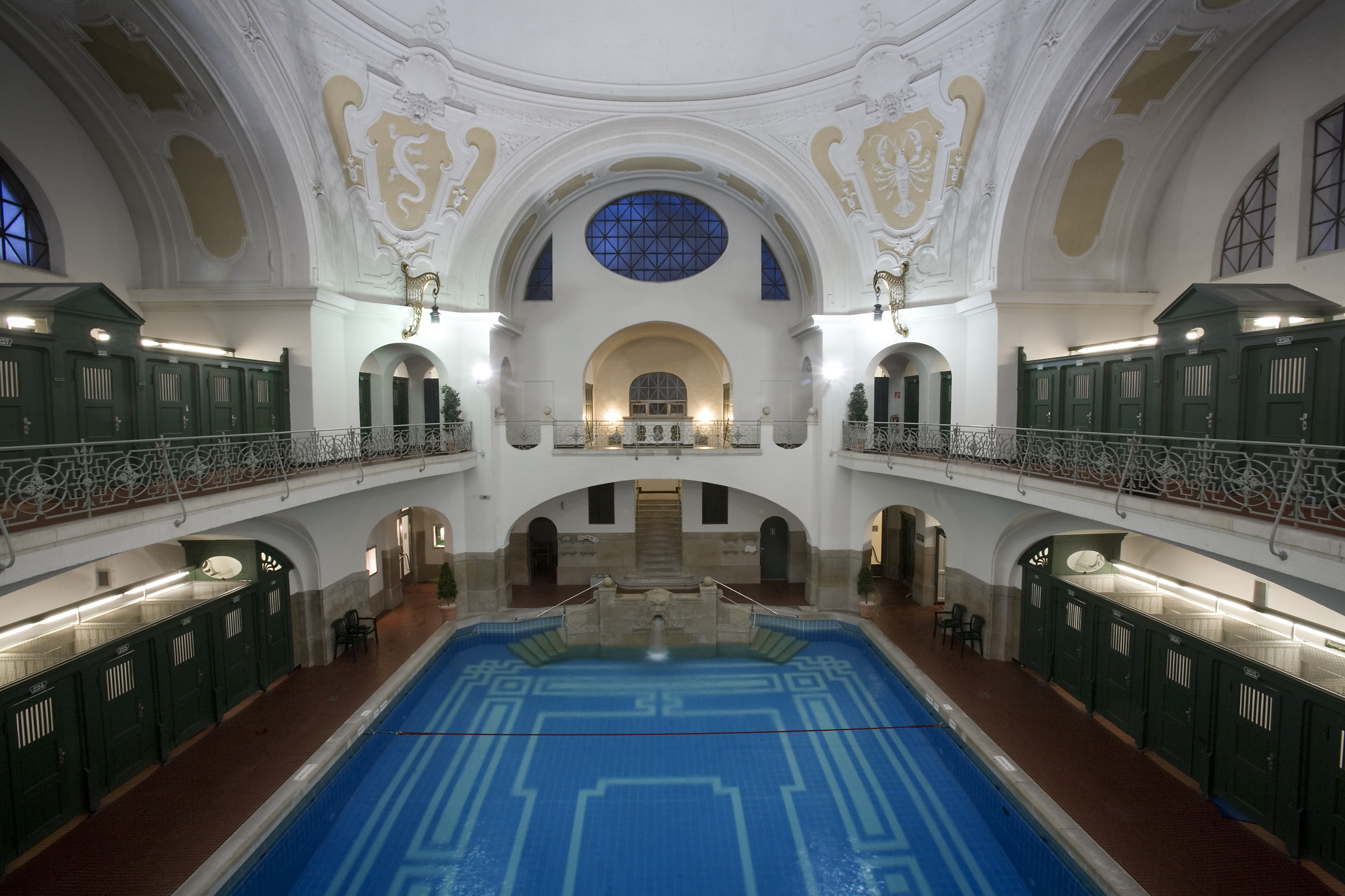
小游泳池（女宾）